# Love Beach
Love Beach è il nono album di Emerson, Lake & Palmer, gruppo britannico di rock progressivo, pubblicato nel 1978.

## Produzione

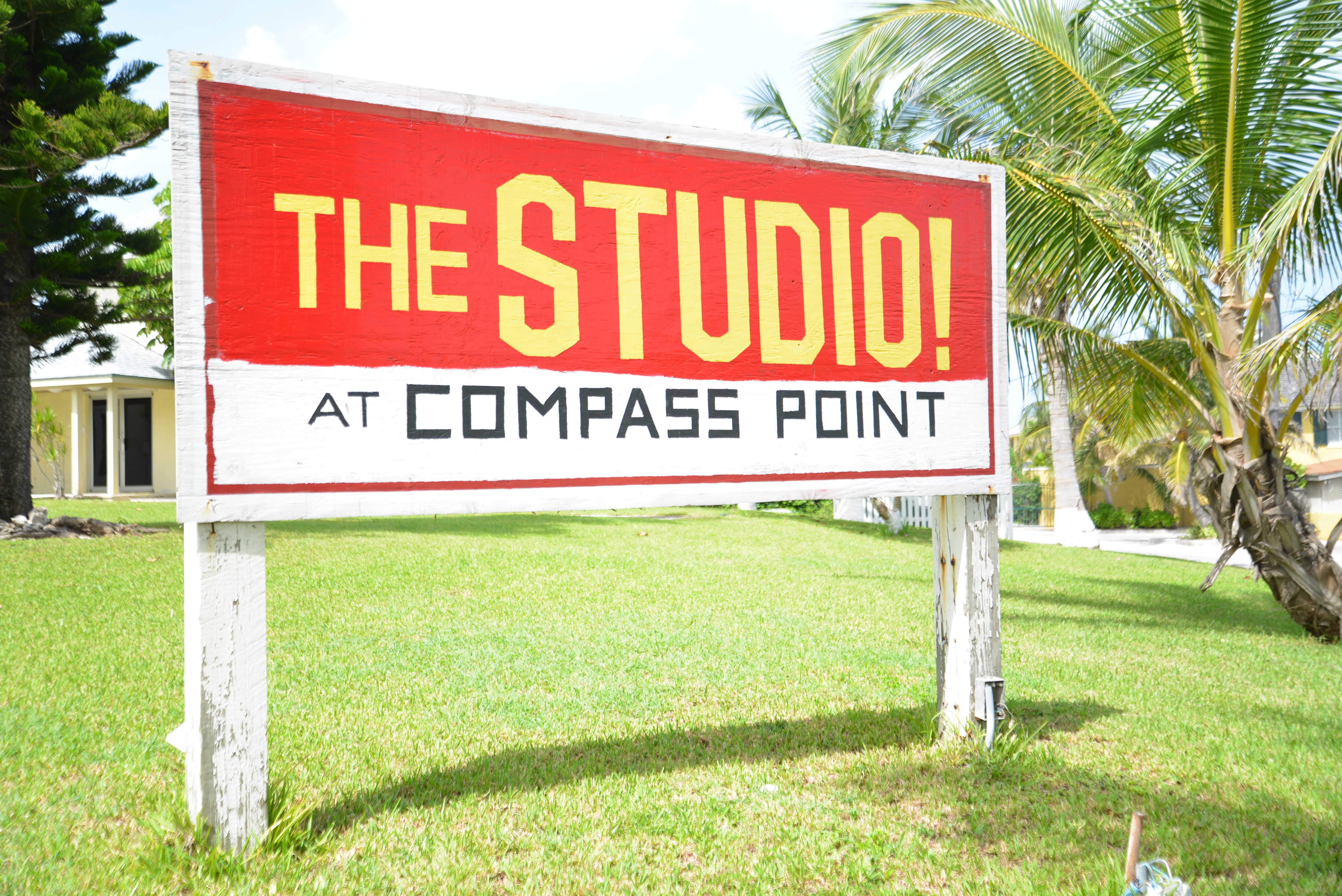
Insegna dei Compass Point Studios a Nassau, chiusi nel 2010.

Love Beach è l'ultimo lavoro in studio pubblicato negli anni settanta da Emerson, Lake & Palmer e anche l'ultimo prima che la formazione si sciogliesse, restando di fatto inattiva fino al 1992.
Nel febbraio 1978, subito dopo un tour del Nordamerica, i tre avevano già deciso di sciogliere il gruppo ma il contratto con la casa discografica li obbligava a pubblicare un altro album. Ahmet Ertegün, fondatore e presidente della Atlantic Records, persuase i tre a tornare in studio, per giunta con l'istruzione specifica di produrre materiale conciso, adatto cioè ai passaggi radiofonici. L'album per motivi fiscali fu registrato a Nassau nelle Bahamas, presso i Compass Point Studios di proprietà del fondatore della Island Records, Chris Blackwell: Love Beach è il nome di una spiaggia sita a circa un chilometro da dove detti studi avevano sede. Secondo i membri del gruppo, la Atlantic decise sia il titolo dell'album che la grafica di copertina senza minimamente interpellarli.

## I brani
Il lato A contiene cinque canzoni scritte da Greg Lake (musiche) e Peter Sinfield (testi), col contributo anche di Keith Emerson alla stesura di The Gambler. In coda si aggiunge la traccia strumentale Canario con cui il trio mantenne la consuetudine di inserire su ogni album almeno una rilettura di brani di musica classica o contemporanea: si tratta infatti di un arrangiamento dell'omonimo 4º movimento dal concerto per chitarra e orchestra Fantasía para un gentilhombre (1954) del compositore spagnolo Joaquín Rodrigo.
Il lato B consiste in una suite in quattro movimenti – non uniti fra loro e senza temi musicali in comune – dal titolo: Memoirs of an Officer and a Gentleman, musicata interamente da Emerson. I testi, sempre di Sinfield, narrano in prima persona la vita di un immaginario soldato inglese della prima metà del novecento, dagli anni della formazione, passando per l'innamoramento e il matrimonio, fino alla partenza per il fronte in piena seconda guerra mondiale, che finirà per separarlo per sempre dalla sua sposa – morta sotto i bombardamenti – lasciandogli solo l'amara consolazione degli onori militari. All'inizio del secondo movimento, dal titolo Love at First Sight, Emerson esegue le prime otto battute del celebre Studio Nº1 Op. 10 in Do maggiore per pianoforte di Fryderyk Chopin e in chiusura ne imita più volte i tipici arpeggi veloci ed estesi. La quarta e ultima parte della suite, Honourable Company (A March), è un brano interamente strumentale.

## Accoglienza
Nel Regno Unito, Love Beach salì fino al 48º posto nella Official Albums Chart il 9 dicembre 1978 e uscì dai primi 100 alla fine dell'anno. Negli Stati Uniti, all'inizio del 1979 l'album arrivò al 55º posto della Billboard 200 e vi rimase stabile per due settimane, per poi discendere e scomparire altrettanto rapidamente; La RIAA lo certificò disco d'oro il 25 gennaio.

Le recensioni furono in alcuni casi molto negative. Quella a cura di Michael Bloom, sulla rivista statunitense Rolling Stone dell'8 marzo 1979, esordiva:
«Love Beach non è solo brutto; è assolutamente patetico. Stantio e pieno di tedio, quest'album fa sembrare il lavare i piatti un atto più creativo in confronto».
A distanza di tempo, anche il giudizio del gruppo sull'album non fu tra i più entusiastici: i tre furono concordi nel riportare che l'intera lavorazione fu caratterizzata da una scarsa convinzione in merito alla direzione artistica e che più in generale lo registrarono controvoglia. Carl Palmer lo definì lapidariamente: «Il peggior disco che abbia mai realizzato» e sottolineò anche come il soggiorno alle Bahamas avesse pregiudicato la concentrazione necessaria a comporlo, provarlo e registrarlo. Il fatto che l'album sia l'unico nell'intera carriera del gruppo a non menzionare la produzione nelle note di copertina ha alimentato ipotesi sull'imbarazzo verso di esso anche da parte di Greg Lake, appunto produttore di tutti i precedenti lavori del gruppo: interpellato in merito, il bassista cantante non rinnegò il disco in sé ma confermò che nessuno dei tre voleva davvero farlo e che ciò influì di certo negativamente sul prodotto finale. Keith Emerson dal canto suo ha raccontato che i suoi due colleghi, completate le registrazioni, ripartirono per il Regno Unito lasciandolo a Nassau a occuparsi da solo del missaggio dell'album, a riprova del loro scarso interesse per l'intero lavoro.
In un'intervista rilasciata a David Kerzner dei Sonic Elements e pubblicata su YouTube il 2 novembre 2011, Emerson attribuì parte dell'ostilità di pubblico e critica verso Love Beach alla copertina, peraltro mai sottoposta al vaglio del gruppo, la quale ritraeva in foto i tre abbronzati e sorridenti fra le palme delle Bahamas: «all'epoca se sorridevi in copertina semplicemente non funzionava» e più avanti: «[in copertina] ELP sembravano i Bee Gees» ma aggiunse che sul piano musicale l'album fu un tentativo di crossover simile a quello portato avanti con successo nello stesso periodo da Genesis e Yes o poco più tardi dallo stesso Carl Palmer negli Asia, formula che tuttavia i tre non ebbero il coraggio di perseguire fino in fondo e che, evidentemente, si allontanava troppo dalla loro immagine; sempre secondo il tastierista, infine, il fatto che al disco non seguì alcuna tournée e che subito dopo il gruppo cessò di esistere fu percepito dai più come l'implicita ammissione di aver commesso un errore sia artistico che commerciale, benché – come già detto – i tre intendessero già sciogliersi prima ancora di scrivere e registrare l'album.

## Tracce
Lato A
1. All I Want Is You – 2:35 (Greg Lake, Peter Sinfield)
2. Love Beach – 2:46 (Lake, Sinfield)
3. Taste of My Love – 3:33 (Lake, Sinfield)
4. The Gambler – 3:23 (Keith Emerson, Lake, Sinfield)
5. For You – 4:28 (Lake, Sinfield)
6. Canario from 'Fantasia para un Gentilhombre' (strumentale) – 4:00 (musica: Joaquín Rodrigo, arr. Emerson, Lake & Palmer)

Lato B
1. Memoirs of an Officer and a Gentleman – 20:16

## Formazione
- Keith Emerson – pianoforte, tastiere
- Greg Lake – basso, chitarra, voce, armonica
- Carl Palmer – batteria